# Sorbus sudetica
Sorbus sudetica är en rosväxtart som först beskrevs av Ignaz Friedrich Tausch, och fick sitt nu gällande namn av Bluff, Nees och Schauer. Sorbus sudetica ingår i släktet oxlar, och familjen rosväxter. Inga underarter finns listade i Catalogue of Life.

## Bildgalleri

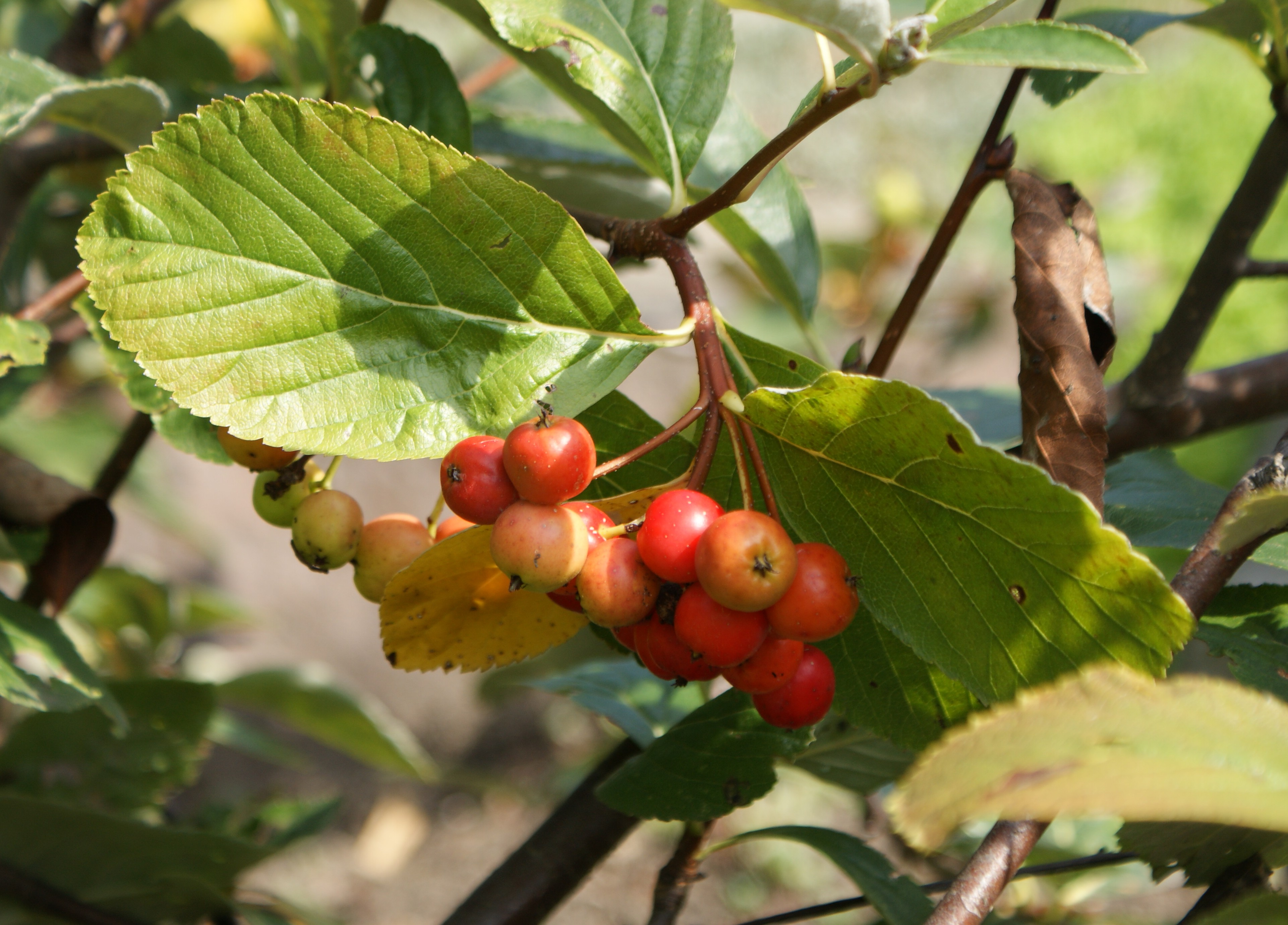
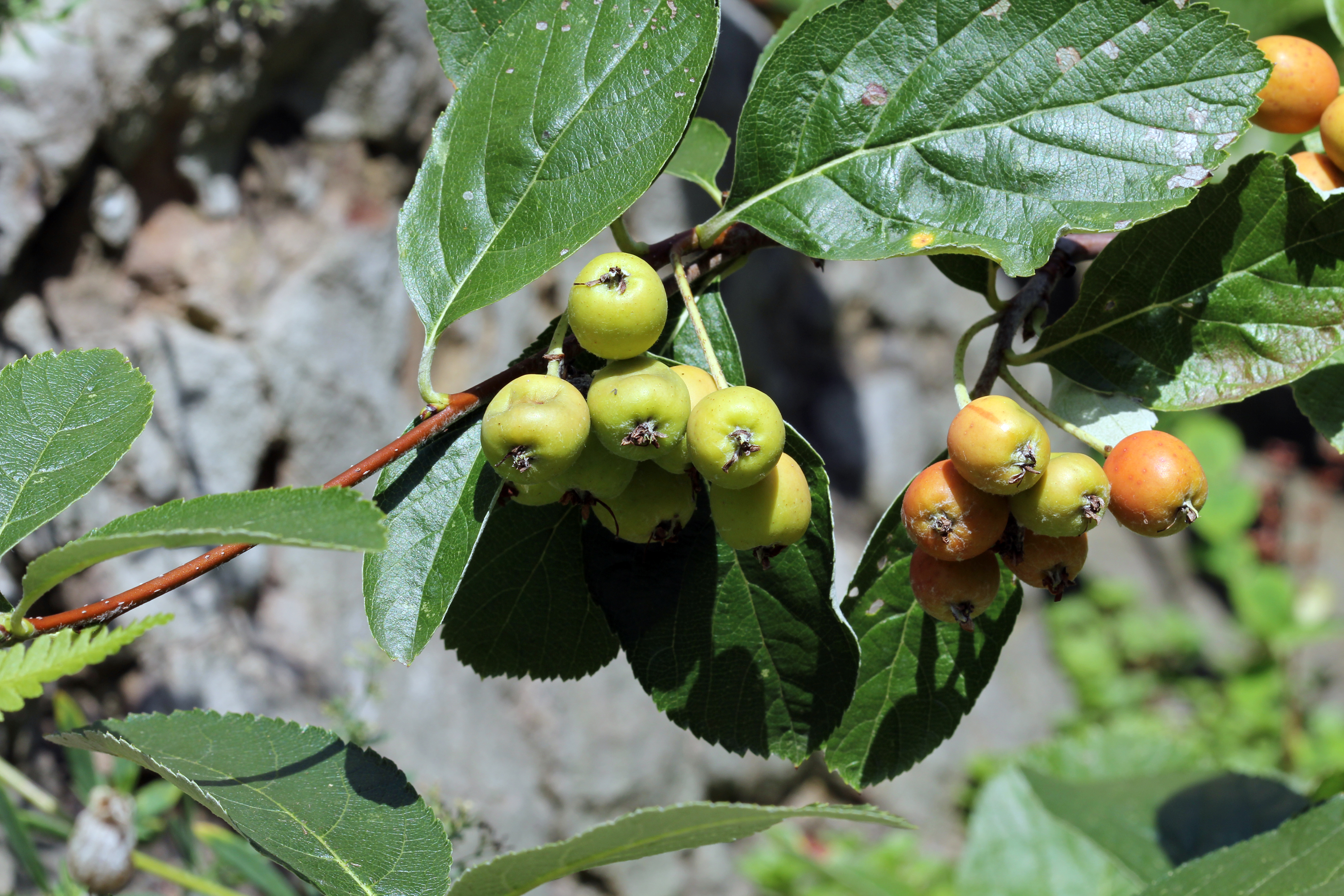
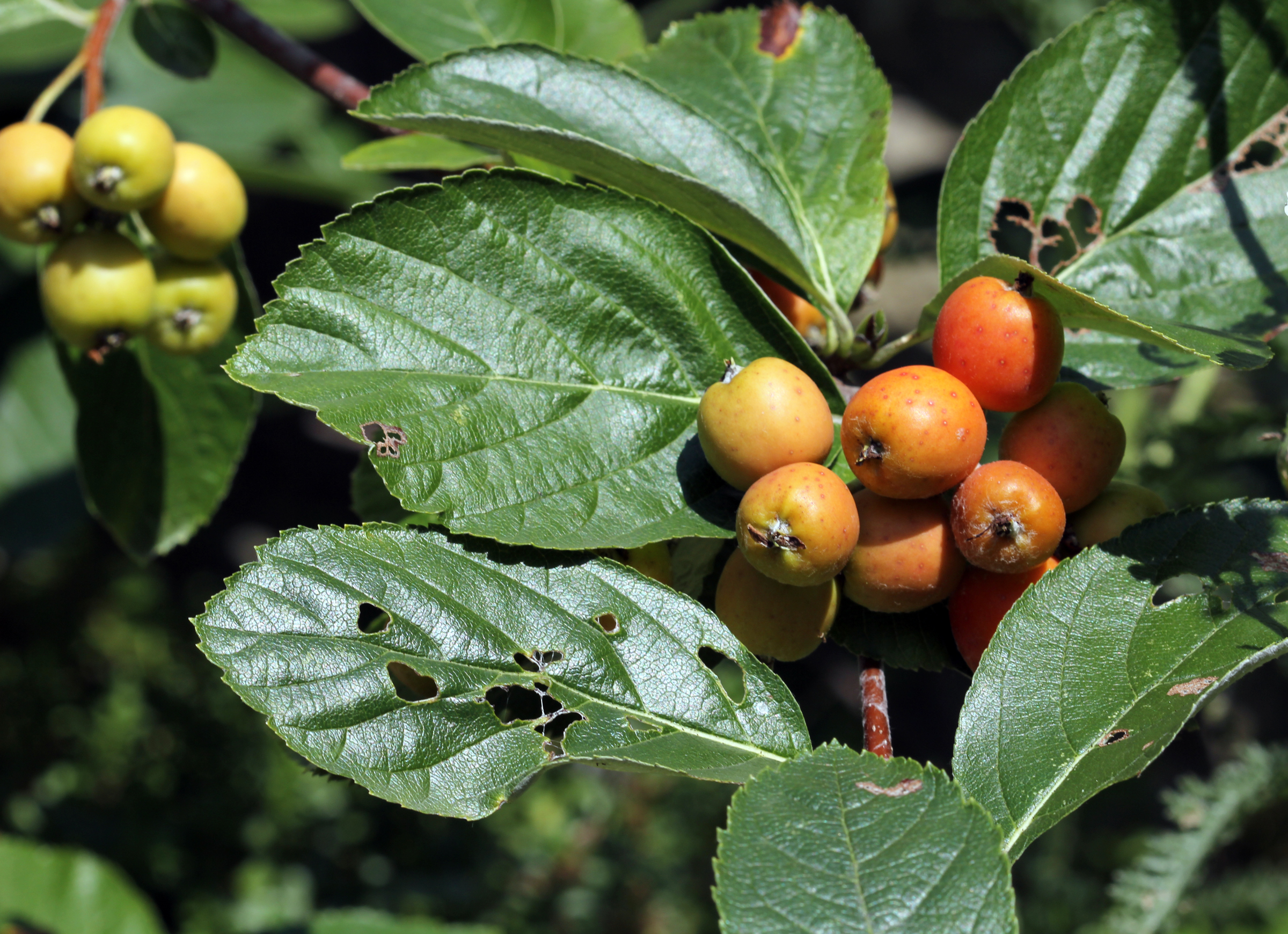
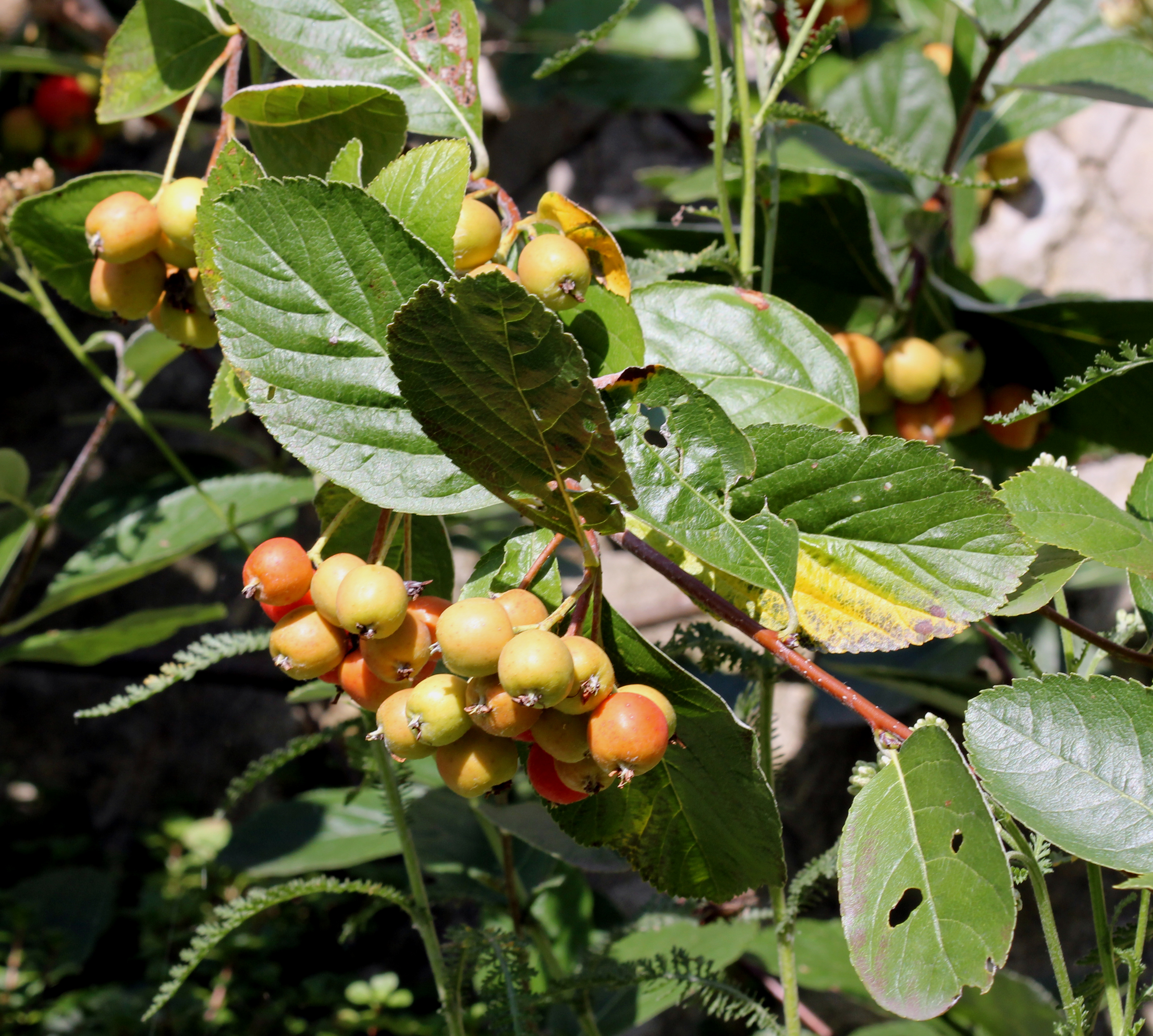
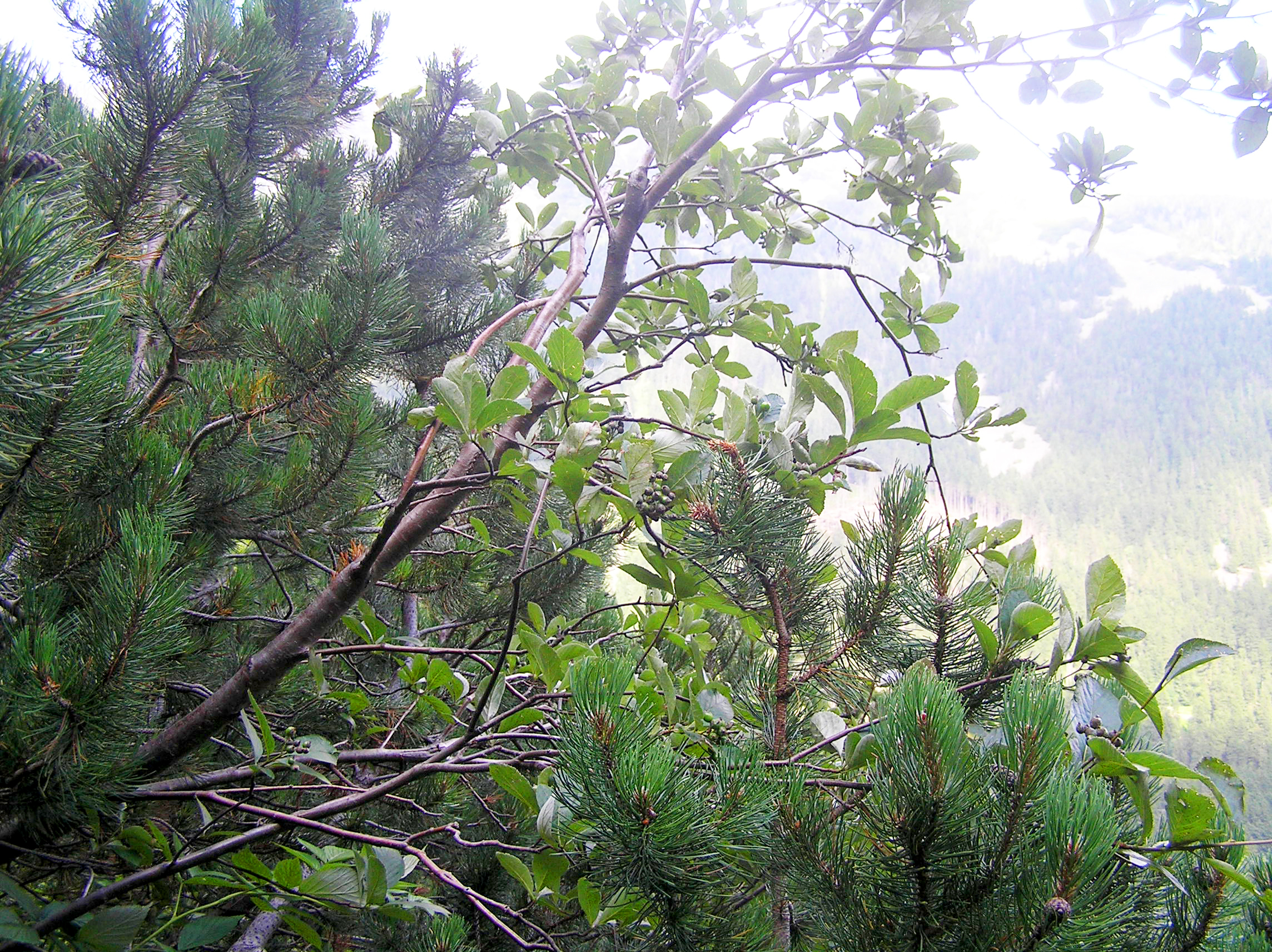